# 跑道湖
跑道湖（Racetrack Playa）是位于美国加利福尼亞州因约县死亡谷國家公園西北部的一个旱湖，跑道湖中有迷蹤石。跑道湖海拔1,132（3,714英尺），長2.8 mi（4.5 km），寬1.3 mi（2.1 km）。 跑道湖幾乎全年干燥，植被難以在當地生長。